# Каменар (планина)
Каменар је узвишење кречњачког поријекла које се налази у средишњој Далмацији у Шибенско-книнској жупанији, Хрватска, и то у непосредном залеђу обале.